# Time of your Life
Time of your Life est le quatrième arc narratif de la série de comics Buffy contre les vampires, saison huit. Il est composé de quatre numéros.

## Résumé

### Partie 1
Alex, Willow et Buffy déjeunent ensemble au château mais Dawn a un problème : elle a repris sa taille normale, mais est devenue une centaure. Pendant ce temps, Crépuscule prépare une attaque contre le château avec Warren et Amy, créant un missile alliant technologie et magie. Willow et Buffy s'envolent pour New York, où Saga Vasuki a dit à Willow qu'elle devait se rendre.
À New York, Willow retrouve Kennedy qui est toujours sa petite amie. Les tueuses de New York sont dirigées par Vi, et Willow annonce qu'il va y avoir une anomalie temporelle très prochainement, et que c'est pour cela qu'elles sont là.
Dawn essaye de se faire à sa nouvelle forme, et Alex rentre au château quand soudain le missile de Crépuscule apparaît et détruit le château. Buffy a un mystérieux rendez-vous avec une personne à New York, et rejoint les autres sur un building. Malheureusement l'anomalie temporelle se produit et Buffy est téléportée dans le futur, alors qu'un démon du futur prend sa place dans le présent.
Arrivée dans le futur, Buffy fait la rencontre de Fray, qui la prend pour le démon qu'elle combattait et elles se lancent dans un combat de tueuses...

### Partie 2
Fray et sa sœur Erin poursuivent un véhicule volant rempli de vampires. Fray en prend un et se bat avec tout en l'interrogeant sur Harth, son frère. Le vampire lui avoue que Harth s'est allié avec une mystérieuse et puissante (mais folle) femme. Après avoir tué le vampire, Fray retourne chez elle et lit un journal d'observateur où elle se rappelle avoir lu quelque chose à propos d'une femme folle.
Harth et la mystérieuse femme discutent et on apprend qu'elle a affronté Buffy et qu'elle est liée à quelqu'un que la tueuse aime. (Tout semble indiquer qu'il s'agit de Drusilla...)
Dans le présent, Willow a immobilisé le démon et prend soin de Kennedy, mais se rend compte que c'est sa faute si Buffy a quitté le présent. Alex entre dans le château détruit par la bombe magique et trouve Rowena, qui l'informe qu'au moins sept tueuses sont mortes. Des créatures magiques les attaquent mais Dawn arrive et prend la fuite avec Alex qui la chevauche.
Pour reprendre la confrontation entre Fray et Buffy, Fray combattait un démon sur un toit, qui a soudainement disparu pour laisser place à Buffy, et Fray a cru que c'était un métamorphe. Une fois les événements clarifiés, Buffy apprend que dans le futur, il n'y a plus que Fray comme tueuse. Elle l'emmène voir Gunther pour en apprendre plus sur ce qui se passe. La mystérieuse femme sort de l'ombre et se révèle à Harth : c'est Dark Willow...

### Partie 3
Dans les livres du futur, Buffy ne trouve aucune indication, ni sur elle ni son armée de tueuse, et craint que tout ce qu'elle a fait soit inutile. Fray vient la chercher pour chasser des vampires.
Willow demande à Kennedy de l'aider à ramener Buffy. Pour cela elles font l'amour, ce qui permet à Willow de rentrer en contact avec Saga Vasuki. Cette dernière lui apprend qu'une fissure temporelle s'ouvrira cette nuit permettant le retour de Buffy, mais elle fait promettre à Willow de ne pas regarder dans le futur.
Dawn et Alex ont échappé aux monstres d'Amy, mais se retrouvent encerclés dans les bois par des esprits de la forêt.
Gunther, l'informateur de Fray, se fait attaquer par Harth. De son côté, Buffy a du mal à conduire la voiture volante de Fray, quand elles croisent des vampires capturant des humains. Fray veut agir tout de suite, mais Buffy veut les suivre pour en savoir plus. Fray ne l'écoute pas et les attaque, tandis que Buffy perd le contrôle du véhicule. Une fois les vampires anéantis, Dark Willow se dévoile à Fray et tente de la monter contre Buffy, lui montrant quelque chose qui va la convaincre. Buffy réussit à rentrer chez Fray après avoir détruit la voiture, et y rencontre Erin, la sœur de Fray. Elles font connaissance, mais Fray les surprend et neutralise Buffy avec un pistolet laser, annonçant à Erin qu'elle doit faire ça pour sauver le monde.

### Partie 4
Buffy est inconsciente, attachée à une chaise pendant que Dark Willow, Fray et Erin discutent. Dark Willow explique que Fray doit la garder ici le plus longtemps possible, car un portail destiné à la récupérer s'ouvrira ce soir. Fray pense que si Buffy est ramenée dans le présent, elle tentera de changer le futur. Buffy s'éveille et découvre Dark Willow, mais Harth survient et comprend que Willow les a manipulés. Elle a dit à Harth que la venue de Buffy était prévue pour que le futur soit, mais elle a dit à Fray le contraire. Gates, le singe de Fray, dénoue les liens de Buffy discrètement pendant que Willow explique que son but est la mort, et qu'elle ment à une personne... Harth s'apprête à attaquer, mais Gunther surgit et décime tous les vampires. Buffy s'est libérée et assomme Erin, puis prend la fuite.
Alex et Dawn se sont alliés aux créatures de la fôrét pour affronter l'armée d'Amy. Malheureusement ils ne peuvent être blessés. Leah et toutes les tueuses arrivent alors avec deux magiciennes qui rendent les démons vulnérables. Buffy se retrouve face à Fray et doit à nouveau l'affronter. Amy et Warren constatent que leur armée est battue, et se rejettent mutuellement la faute. Warren menace de créer un robot d'elle mais sans bouche, et Amy de conjurer un esclave sexuel qui ait de la peau...
Crépuscule accueille un de ses sbires, qui est la personne qui a rencontré Buffy à New York. Buffy croit qu'elle peut avoir confiance en cette personne, et qu'il est son agent double : Riley.
Dans le présent, Willow se masque les yeux et s'apprête à récupérer Buffy à travers le portail qui vient de s'ouvrir. Buffy, quant à elle, s'apprête à y sauter, mais Fray l'en empêche et Buffy détruit la faux de Fray ! Dark Willow apparaît devant le portail et Buffy comprend ce qu'elle veut. Buffy la tue avec sa faux, juste au moment où la Willow du présent passe à travers le portail pour récupérer Buffy. Elle ne peut pas voir le cadavre de la Willow du futur...
Buffy est ramenée dans le présent et sert Willow dans ses bras en pleurant, tandis que dans le futur Erin et Fray découvrent que le retour de Buffy au présent n'a pas changé le futur.